# Sinophorus xanthocoxa
Sinophorus xanthocoxa är en stekelart som beskrevs av Sanborne 1984. Sinophorus xanthocoxa ingår i släktet Sinophorus och familjen brokparasitsteklar. Inga underarter finns listade i Catalogue of Life.